# Raúl Araiza
Raúl Araiza (Città del Messico, 14 novembre 1964) è un attore messicano.

## Carriera
Ha studiato l'arte drammatica ed economia nel centro di educazione artistica di Televisa. Ha avuto due figlie dalla moglie. Anche suo fratello, sua madre e suo padre sono attori.

## Filmografia

### Cinema
- El sinvergüenza (1984)
- El placer de la venganza (1988)
- Día de muertos (1988)
- The Blue Iguana (1988)
- Don't Panic (1988)
- Pesadilla sin fin (1989)
- Giron de niebla (1989)
- Venganza diabólica (1990)
- Asesino silencioso (1990)
- Viernes trágico (1990)
- El regreso de la muerte (1991)
- Un hombre despiadado (1991)
- Hacer el amor con otro (1991)
- Orgia de sangre (1991)
- Sólo para audaces (1991)
- Modelo antiguo (1992)
- Persecución mortal (1992)
- Relaciones violentas (1992)
- Supervivencia  (1992)
- Los temerarios (1993)
- Juventud en drogas  (1993)
- Contrabando de esmeraldas (1993)
- Hades, vida después de la muerte (1993)
- En espera de la muerte (1993)
- Seducción judicial (1994)
- Duelo final (1994)
- Mujeres infieles (1995)
- Viva San Isidro (1995)
- Altos instintos (1995)
- Bonita (1996)
- Amor en tiempos de coca (1997)
- Abuso en el rancho (1997)
- Destino traidor (1997)
- Fuga de almoloya (1997)
- Loco corazón (1998)
- El último narco del cartel de Juárez (1998)
- Con mis propias manos (1998)
- Carros robados (1998)
- A medias tintas (1999)
- Cómplices criminales (1999)
- Cholos malditos (1999)
- Religion, la fuerza de la costumbre (2000)
- Soy un hijo de la madrugada (2001)
- Mi verdad (2004)

### Televisione
- El milagro de vivir (1975)
- La traición (1984)
- Senda de gloria (1987)
- Nuevo amanecer (1988)
- Las grandes aguas (1989)
- Catene d'amore (Cadenas de amargura) (1991)
- Dottor Chamberlain (Al filo de la muerte) (1991)
- Mujer, casos de la vida real (1995)
- Retrato de familia (1995)
- La culpa (1996)
- Azul (1996)
- María Isabel (1997)
- Gotita de amor (1998)
- Locura de amor (2000)
- El juego de la vida (2001)
- El derecho de nacer (2001)
- Clap El lugar de tus sueños (2003)
- Cancionera (2004)
- Contra viento y marea (2005)
- Duelo de pasiones (2006)
- Amor mío (2006-2007)
- Un gancho al corazón (2008-2009)
- Papá a toda madre (2017-2018)

## Programmi TV
- Hoy (2008-2011)
- Yoo sí vooy (2009-2010)
- Miembros al aire (2009-2011)
- TV Millones (2010)

## Riconoscimenti
- Premios TvyNovelas (1992, 2010)